# Идеальное (философия)
Идеа́льное — философская категория, противоположность материального.
Идеальное в идеалистической традиции понимается как самостоятельное нематериальное начало, существующее вне пространства и времени (дух, идеи). Идеальное в материалистической традиции понимается как отражение в сознании внешнего мира, субъективный образ объективной реальности. В марксизме трактуется как отражение внешнего мира в формах сознания и деятельности человека как общественного существа, продукт и форма социальной практики (в отличие от простого продукта пассивного индивидуального созерцания).
Понятие идеала применимо к отвлечённым идеям, по отношению к конкретным предметам допускают преувеличение или наоборот  — отвлечение от каких-либо значений (например, точка, угловой размер которой на пределе ее различимости  — «почти идеальна», в случае невооруженного зрения с известной для него разрешающей способностью).

## Синтетическая теория идеальногоД. В. Пивоварова
Идеальное — философская категория, обозначающая характерные свойства эйдосов, идей, идеалов и идолов.
Важнейшие из этих свойств:
1. невещественность
2. содержательное сходство образа и сопряжённого с ним предмета
3. способность образа становиться единицей субъективного мира человека и информировать его об объективных сущностях и явлениях.